# Liobba
Liobba là một chi bướm đêm thuộc phân họ Tortricinae của họ Tortricidae.

## Các loài
- Liobba biloba Razowski & Becker, 2000